# 麗水世博會站
麗水世博會站（：／ Yeosu ekseupo yeok */?）是全羅線的終點車站，也是整個朝鲜半岛最南端的鐵路車站，位於韓國全羅南道麗水市德忠洞，KTX、ITX-新村、無窮花號及南道海洋列車皆以本站為終點站停靠。開通時名為麗水站。

## 車站結構
該站調用了2個月台和4條客運鐵路線路軌。本站和木浦站、仁川站一樣，都採用了港灣式月台布局，不過跟這兩個車站不同的是，連接本站月台的通道位於車站地面，乘客可以從這條通道出入本站各個月台。

### 月台配置
| ↑ 丽川          |
| １２ \| ３４ \| |
| 終點站          |

| 月台 | 路線   | 目的地                                      |
| ---- | ------ | ------------------------------------------- |
| 1～4 | 全羅線 | 往 龍山、永登浦、安養、水原、平澤、天安方向 |

## 歷史
- 1930年12月25日：麗水站落成啟用。
- 1971年9月1日：本站指定為無煙炭貨運列車到達站。
- 1980年6月12日：第二代站房動工。
- 1980年12月27日：第二代站房落成。
- 2006年5月1日：行包業務中止。
- 2009年10月31日：貨運業務中止。
- 2009年12月23日：車站由公和洞遷往德忠洞現址。
- 2011年10月1日：因舉行2012年麗水世界博覽會，車站易名為麗水世博會站。
- 2011年10月5日：KTX全羅線開通至麗水世博會站。
- 2012年5月12日至8月12日：首爾站與麗水世博會站之間每天提供六班KTX列車服務，龍山站與本站之間每天會提供五班列車，而順天站與本站之間每天有十三班列車。
- 2013年9月27日：本站開始停靠南道海洋觀光列車（朝鲜语：남도해양열차）。
- 2014年6月1日：本站開始停靠ITX-新村。
- 2016年12月9日：本站開始停靠Nuriro號。
- 2018年6月30日：本站取消停靠Nuriro號。
- 2018年7月1日：Nuriro號再度停靠本站。

## 相鄰車站
韓國鐵道公社
全羅線
麗川－麗水世博會